# حسن رضایی باغ‌بیدی
حسن رضائی باغ‌بیدی (زادهٔ ۲۹ آذر ۱۳۴۵ در تهران) زبان‌شناس ایرانی، عضو پیوستهٔ فرهنگستان زبان و ادب فارسی و عضو شورای عالی علمی مرکز دائرةالمعارف بزرگ اسلامی است. پیش از سال ۱۳۹۵، استاد زبان سانسکریت، زبان‌های ایرانی باستان (اوستایی، فارسی باستان) و زبان‌های ایرانی میانه (فارسی میانه، پارتی، سُغدی، ...) در گروه فرهنگ و زبان‌های باستانی دانشگاه تهران بود، اما اکنون استاد دانشگاه اوساکای ژاپن (مدرسهٔ عالی زبان و فرهنگ) است. او یگانه عضو ایرانی انجمن بین‌المللی مطالعات سانسکریت است.
او، با محمود جعفری دهقی، ویراستار ۵ جلد نخست از تاریخ جامع ایران است.

## جایزه‌ها
حسن رضائی باغ‌بیدی دو بار (در بهمن ۱۳۸۴ و بهمن ۱۳۸۵) برندهٔ جایزه کتاب سال جمهوری اسلامی ایران شده است. یک بار (در تیر ۱۳۸۹) نیز جایزهٔ کتاب فصل را از آن خود کرده و یک بار هم (در بهمن ۱۳۹۲) در مراسم کتاب سال جمهوری اسلامی ایران شایستهٔ تقدیر شناخته شده است. او همچنین در اولین دورهٔ کتاب سال اعضای هیئت علمی دانشگاه‌های سراسر ایران (در آبان ۱۳۹۴) نشان دهخدا را دریافت کرده است.

## آثار
حسن رضائی باغ‌بیدی مقالات پژوهشی فراوانی به زبان‌های مختلف منتشر کرده است. بیشتر آثار او در زمینهٔ زبان‌های ایرانی باستان، زبان‌های ایرانی میانه، زبان‌ها و گویش‌های ایرانی نو، تاریخ زبان فارسی، زبان‌شناسی ایرانی، زبان و ادبیات سانسکریت، ریشه‌شناسی، فرهنگ ایران باستان، دین زرتشتی، دین مانوی، و سکه‌شناسی است. او همچنین مقالات متعددی برای بسیاری از دانشنامه‌ها و دائرةالمعارف‌های فارسی تألیف کرده است، همچون دائرةالمعارف بزرگ اسلامی، دانشنامهٔ ایران، دانشنامهٔ جهان اسلام، دانشنامهٔ زبان و ادب فارسی، دانشنامهٔ زبان و ادب فارسی در شبه‌قاره، فرهنگ آثار ایرانی–اسلامی، و دانشنامهٔ فرهنگ مردم ایران. تا کنون بیش از ده کتاب در مجموعهٔ «پژوهش‌های ایران باستان» با مدیریت و ویراستاری حسن رضائی باغ‌بیدی از سوی مرکز دائرةالمعارف بزرگ اسلامی منتشر شده است. حسن رضائی باغ‌بیدی همچنین ویراستاری پنج جلد از مجموعهٔ بیست‌جلدی تاریخ جامع ایران را بر عهده داشته و برخی از فصول این مجموعه را خود تألیف کرده است.
برخی از مهم‌ترین کتاب‌های حسن رضائی باغ‌بیدی عبارت‌اند از:
- روایت آذَرفَرنبَغ فَرُّخزادان (رساله‌ای در فقه زرتشتی منسوب به سدهٔ سوم هجری)، تهران: انتشارات مرکز دائرةالمعارف بزرگ اسلامی، ۱۳۸۴.
- راهنمای زبان پارتی، تهران: انتشارات ققنوس، ۱۳۸۵.
- واژه‌نامهٔ موضوعی زبان‌های باستانی ایران، تهران: فرهنگستان زبان و ادب فارسی، ۱۳۹۰–۱۳۹۵.
- سوترهٔ علت و معلول کردار (متنی بودایی به زبان سُغدی)، تهران: انتشارات اساطیر، چاپ دوم، ۱۳۹۲.
- سکه‌های ایران در دورهٔ اسلامی: از آغاز تا برآمدن سلجوقیان، تهران: انتشارات سمت، ۱۳۹۳.
- مقدمات زبان سنسکریت، تهران: انتشارات سمت، ۱۳۹۸.
- تاریخ زبان‌های ایرانی، دانشگاه اوساکا (ژاپن): مرکز پژوهش زبان‌های دنیا، ۲۰۰۹.
- واج‌شناسی تاریخی فارسی میانه[ب]، دانشگاه اوساکا (ژاپن)، ۲۰۱۷.

## یادداشت
1. ↑  International Association of Sanskrit Studies
2. ↑  Middle Persian Historical Phonology